# Tim Prica
Tim Prica (* 23. April 2002 in Helsingborg) ist ein schwedischer Fußballspieler serbischer und kroatischer Abstammung. Der Stürmer steht aktuell beim IFK Norrköping unter Vertrag.

## Vereinskarriere
Tim Prica wurde am 23. April 2002 in Helsingborg geboren; sein Vater Rade Prica absolvierte zu diesem Zeitpunkt gerade seine letzte Saison beim Helsingborgs IF und stand kurz vor seinem ersten Auslandswechsel zu Hansa Rostock. Danach zog die Familie quer durch Europa und lebte in Deutschland, Dänemark, England und Norwegen. Während dieser Zeit begann Tim Prica auch mit dem Fußballspielen; als sein Vater im Jahre 2009 zu Rosenborg Trondheim wechselte, wurde der Sohn beim Nardo FK, einem unterklassig spielenden Klub aus Trondheim, angemeldet und durchlief bei diesem bis 2012 diverse Stationen in den Nachwuchsmannschaften. Mit dem Wechsel des Vaters zu Maccabi Tel Aviv im Winter 2012/13 wechselte auch der damals zehnjährige Sohn in die Jugendabteilung der Israelis. Bereits 2014 trat der Sohn wieder die Heimreise an und wechselte in die vereinseigene Jugend des Malmö FF, wo er fortan sämtliche Jugendmannschaften durchlief und sich zudem für die Auswahlmannschaften des schwedischen Fußballverbandes empfahl. Bereits als 15-Jähriger schaffte er den Sprung in die U-19-Mannschaft des Vereins und stieg nur wenige Monate später als 16-Jähriger in das U-21-Team des Malmö FF auf.
Im Winter 2018/19 war er einer der jüngsten Spieler in der Geschichte des Vereins, als er in einem Trainingsspiel gegen den FC Roskilde für die Profimannschaft debütierte. Nachdem er Ende Juni 2019 zum ersten Mal in Fotbollsallsvenskan uneingesetzt auf der Ersatzbank gesessen war, kam er am 18. Juli 2019 bei einem 4:0-Auswärtssieg im Rückspiel der ersten Qualifikationsrunde zur UEFA Europa League 2019/20 gegen Ballymena United aus Nordirland zu seinem Pflichtspieldebüt, als ihn sein Trainer Uwe Rösler in der 61. Spielminute für den einstigen schwedischen Internationalen Guillermo Molins auf das Spielfeld schickte. Am 18. August 2019 kam er bei einem 5:0-Heimsieg über den Falkenbergs FF zu seinem Ligadebüt, als er in der 78. Spielminute für Felix Beijmo auf den Rasen kam. Insgesamt saß Prica im Spieljahr 2019 in fünf Ligaspielen auf der Ersatzbank und kam davon nur einmal zum Einsatz. Im Endklassement der Fotbollsallsvenskan 2019 rangierte er mit dem Malmö FF mit einem Punkt Rückstand auf den Djurgårdens IF Fotbollsförening und punktegleich mit dem Drittplatzierten, dem Hammarby IF, auf dem zweiten Tabellenplatz. Im schwedischen Fußballpokal der Männer 2019/20 brachte es Prica auf einen Einsatz; die Mannschaft schaffte es am Ende bis ins Finale und unterlag in diesem in der Verlängerung dem IFK Göteborg.

### Wechsel nach Dänemark
Nachdem das Spieljahr 2020 aufgrund der COVID-19-Pandemie erst Mitte Juni gestartet war, kam Prica ab dieser Zeit zu regelmäßigen Einsätzen in der Profimannschaft, wobei er gleich beim ersten Spiel, einem 2:0-Sieg über Mjällby AIF, eine Torvorlage beisteuern konnte. Bis zur sechsten Meisterschaftsrunde hatte er es auf vier Einsätze gebracht und hatte in den beiden anderen Partien ohne Einsatz auf der Ersatzbank gesessen. In den nachfolgenden Wochen gehörte er, nachdem er seine Transferabsichten öffentlich kundgetan hatte und eine angebotene Vertragsverlängerung nicht unterzeichnen wollte, gar nicht mehr zum Kader und wechselte mit August 2020 – sein Vertrag bei Malmö hatte noch eine Laufzeit bis Jahresende 2020 – für eine nicht näher definierte Ablösesumme zum dänischen Erstligisten Aalborg BK. Bei diesem unterzeichnete er einen Vierjahresvertrag mit Laufzeit bis Sommer 2024. In Medien war von einer Ablösesumme in Höhe von einer Million Euro zu lesen. Unter Jacob Friis kam er bereits im ersten Meisterschaftsspiel 2020/21, einem 0:0-Remis gegen den Lyngby BK am 13. September 2020, zum Einsatz. Dabei wurde er in der 64. Spielminute für Tom van Weert eingewechselt, musste den Platz jedoch bereits nach 13 Minuten wieder verlassen, weil er nach groben Foulspiel mit einer roten Karte des Platzes verwiesen und in weiterer Folge für zwei Pflichtspiel gesperrt wurde. In der Zwischenzeit trat er in drei Spielen für die Reservemannschaft in der Reserveligaen in Erscheinung und kehrte Anfang Oktober wieder zur Profimannschaft zurück. Fortan kam er zu regelmäßigen Kurzeinsätzen in der höchsten dänischen Fußballliga, sowie im dänischen Fußballpokal 2020/21, in dem er mit der Mannschaft im Achtelfinale gegen den Drittligisten B.93 Kopenhagen ausschied. In eineinhalb Jahren bei Aalborg kam er zu 42 Einsätzen in der Superliga, in denen er sechs Tore erzielte.
Im Januar 2022 wechselte Prica leihweise für eineinhalb Jahre zum österreichischen Bundesligisten WSG Tirol. Für die WSG kam er während der anderthalbjährigen Leihe zu 43 Einsätzen in der Bundesliga, in denen er neunmal traf. Nach seiner Rückkehr kam er bis zur folgenden Winterpause wieder nur sporadisch zu Einsätzen und so ging er im Februar 2024 zurück in seine Heimat zum Erstligisten IFK Norrköping.

## Nationalmannschaftskarriere
Erste Erfahrungen in einer Nachwuchsnationalmannschaft des schwedischen Fußballverbandes sammelte Prica, als er im August und September 2017 in insgesamt vier Freundschaftsspielen der schwedischen U-15-Nationalmannschaft gegen die Alterskollegen aus Finnland und Norwegen eingesetzt wurde und dabei insgesamt drei Tore erzielte. Im nachfolgenden Mai 2018 wurde Prica für ein Vier-Nationen-Turnier für U-16-Nationalmannschaften erstmals in die schwedische U-16-Auswahl geholt und kam im Laufe des Turniers in allen drei Länderspielen seines Heimatlandes zum Einsatz. Bei der 1:2-Niederlage gegen Österreich, der einzigen Niederlage der Schweden in diesem Turnier, erzielte er den einzigen Treffer seiner Mannschaft in dieser Begegnung.
In weiterer Folge stieg er noch im selben Jahr zu einem Stammspieler in der schwedischen U-17-Nationalmannschaft auf – der schwedische Fußballverband rechnet einige der Einsätze der U-16-Mannschaft zu; die UEFA wertet diese Spiele allerdings allesamt für Schwedens U-17. Tomas Turreson, der damalige Trainer der schwedischen U-17-Nationalelf, setzte Prica daraufhin im August 2018 in einem Fußballturnier nordischer Nachwuchsnationalmannschaften ein, wobei der Offensivakteur bei vier Einsätzen auf zwei Tore, sowie eine Torvorlage kam. Auch im darauffolgenden Monat wurde Prica, der zeitweise sogar als Mannschaftskapitän des U-17-Nationalteams fungierte, in zwei Freundschaftsspielen eingesetzt, ehe er ab Ende des Monats mit der Mannschaft in die Qualifikation zur U-17-Europameisterschaft 2019 startete. Im Grunddurchgang wurde er von Christofer Augustsson in allen drei Partien eingesetzt und kam dabei auf eine Bilanz von drei Toren und zwei Torvorlagen, womit er in jeder Begegnung an zumindest einem Treffer beteiligt war.
Als Zweitplatzierter hinter den Niederlanden in der Gruppe 1 stiegen die Schweden daraufhin in die Eliterunde der Qualifikation auf. In dieser war der Mittelstürmer erneut ein Stammspieler seiner Mannschaft. Nach einer 0:2-Niederlage gegen die gleichaltrigen Franzosen und ein 0:0-Remis gegen die Slowakei stand die Mannschaft kurz vor dem Aus; ein 2:1-Sieg über die U-17 aus Serbien, bei dem Prica beide Tore seiner Mannschaft erzielte, reichte am Ende doch noch für einen zweiten Platz in der Gruppe 8 und die damit verbundene Qualifikation zur im Mai 2019 stattfindenden EM-Endrunde in Irland. Augustsson nominierte ihn in weiterer Folge in das 20-köpfige schwedische Spieleraufgebot, das an der Europameisterschaft teilnahm und dem insgesamt acht Spieler des Malmö FF angehörten. Bei der Endrunde waren die in der Gruppe B antretenden Schweden der Konkurrenz aus Frankreich, den Niederlanden und England unterlegen und schieden nach drei Niederlagen frühzeitig aus dem Turnier aus. Zuletzt (Stand: Dezember 2019) kam Prica in zwei Länderspielen im Oktober 2019 bei einem Nationenturnier in Ostrava (Tschechien) zum Einsatz, wobei er auch ein Tor beisteuern konnte. Bis Jahresende 2019 brachte er es auf 22 Länderspiele in der U-17-Nationalmannschaft seines Heimatlandes und kam dabei auf elf Treffer.
Der schwedische Fußballverband nennt für das Jahr 2020 vier Länderspieleinsätze Pricas, in denen dieser ebenso viele Treffer erzielt hat. Neben weiteren Partien für die U-18- sowie der U-20-Auswahl absolvierte Prica von 2021 bis 2023 weitere elf Spiele für die schwedische U-21-Nationalmannschaft und traf dabei vier Mal.

## Erfolge
- Schwedischer Meister: 2020
- Schwedischer Vizemeister: 2019

## Sonstiges
Er ist der Sohn des einstigen schwedischen Nationalspielers Rade Prica. Sein jüngerer Bruder Liam ist ebenfalls Fußballspieler, derzeit in der U 19-Mannschaft von Kalmar FF.